# Steinunn Ólína Þorsteinsdóttir
Steinunn Ólína Þorsteinsdóttir (* 2. Juli 1969 in Reykjavík) ist eine isländische Schauspielerin und Fernsehmoderatorin. Sie kandidierte in der Präsidentschaftswahl in Island 2024, wo sie den siebten Platz unter zwölf Kandidaten erreichte.

## Leben und Karriere
Steinunn Ólína Þorsteinsdóttir wuchs in Reykjavík mit ihrer Mutter, der Schauspielerin Bríet Héðinsdóttir, und ihrem Vater Þorsteinn Þorsteinsson – einem Schriftsteller und Übersetzer dramatischer Literatur – auf.
Mit siebzehn Jahren zog Steinunn Ólína nach London, um am Drama Centre London Schauspiel zu studieren; sie schloss das Studium 1990 ab. Anschließend kehrte sie nach Island zurück, um ihre Karriere auf der Bühne und im Fernsehen wieder aufzunehmen. Ihr Debüt gab sie am isländischen Nationaltheater in der Rolle der Solveig in Henrik Ibsens Peer Gynt.
Schließlich wurde sie als Hauptdarstellerin am isländischen Nationaltheater engagiert, wo sie in den nächsten vierzehn Jahren in über 50 Produktionen auftrat und eine Reihe von Hauptrollen in zeitgenössischen und klassischen Stücken verkörperte. Zu ihren Rollen am Nationaltheater gehörten beispielsweise Eliza Doolittle in My Fair Lady von Lerner und Loewe und Hodel in Der Fiedler auf dem Dach. Außerdem wirkte sie in mehreren Bühnenproduktionen von Komödien und Farcen mit, z. B. in Ray Cooneys Two for One und in Michael Frayns Noises Off als die unglückliche Schauspielerin Dotty Otley. Sie interpretierte zahlreiche klassische Rollen wie Irena in Tschechows Drei Schwestern, Aglaja in einer Dramatisierung von Dostojewskis Der Idiot und Königin Margaret in Shakespeares Richard III., für die sie 2004 den renommierten „Grima Award“ erhielt.
Steinunn Ólína Þorsteinsdóttir produzierte, schrieb, führte Regie und moderierte ihre eigene Live-Talkshow auf dem Fernsehsender des isländischen öffentlich-rechtlichen Rundfunks RÚV. Als Komikerin und Autorin hat sie auch an anderen Fernsehsendungen mitgewirkt, so beispielsweise an der Neujahrs-Comedysendung Áramótaskaup bei RÚV. Ebenso wirkte sie in zahlreichen Fernsehserien, Sitcoms und Spielfilmen – wie beispielsweise in der Literaturverfilmung Beowulf & Grendel (2005) – mit.
2005 veröffentlichte sie den halbautobiografischen Roman Í fylgd með fullorðnum („In Begleitung eines Erwachsenen“).
Steinunn Ólína Þorsteinsdóttir trat für das Amt der isländischen Präsidentschaft bei der Wahl 2024 an. Mit 1383 Stimmen erhielt sie 0,64 Prozent der abgegebenen Stimmen und stand damit auf dem siebten Platz von zwölf Kandidaten.

### Persönliches
2004 zog Steinunn Ólína in die Vereinigten Staaten, wo sie mit ihrem Ehemann, dem Schauspielkollegen Stefán Karl Stefánsson (1975–2018), und ihren vier Kindern in Los Angeles lebte.

## Filmografie (Auswahl)
- 1991: Litbrigði jarðarinnar (Fernsehfilm)
- 1995: Ein stór fjölskylda
- 1995–1999: Áramótaskaup (Fernsehserie, 5 Folgen)
- 2002: Litla lirfan ljóta (Kurzfilm)
- 2015: Case (Fernsehserie, 9 Folgen)
- 2015–2016: Trapped – Gefangen in Island (Ófærð, Fernsehserie, 10 Folgen)
- 2017: Fangar (Fernseh-Miniserie, 5 Folgen)
- 2019: From Iceland to EDEN
- 2020: Gullregn
- 2021: Hvernig á að vera Klassa Drusla
- 2021–2022: Svörtu sandar (Fernsehserie, 8 Folgen)
- 2021–2022: Blackport (Verbúðin, Fernseh-Miniserie, 4 Folgen)
- 2022: Vitjanir (Fernsehserie, 6 Folgen)
- 2023: Afturelding (Fernsehserie, 8 Folgen)
- 2023: Heima er best (Fernseh-Miniserie, 2 Folgen)